# آلبرت خورکرا
البرت خورکرا (اسپانیایی: Albert Jorquera‎؛ زادهٔ ۳ مارس ۱۹۷۹) بازیکن سابق فوتبال اهل اسپانیا است.
از باشگاه‌هایی که در آن بازی کرده‌است می‌توان به باشگاه فوتبال بارسلونا سی، باشگاه فوتبال ژیرونا، باشگاه فوتبال بارسلونا بی، و باشگاه فوتبال بارسلونا اشاره کرد.
وی همچنین در تیم ملی فوتبال کاتالونیا بازی کرده‌است.